# Иззет, Мустафа Кемаль
 Мустафа Кемаль (Маззи) Иззет  (англ. Mustafa Kemal "Muzzy" Izzet; тур. Mustafa Kemal İzzet; род. 31 октября 1974, Майл-Энд, Большой Лондон) — английский и турецкий футболист, полузащитник. Поскольку родился, вырос и провёл всю свою карьеру в Англии, выступал за клубы «Лестер Сити» и «Бирмингем Сити», а также за национальную сборную Турции.

## Клубная карьера
Воспитанник футбольной школы клуба «Челси».
Во взрослом футболе дебютировал в 1996 году выступлениями за команду клуба «Лестер Сити», в которой провёл восемь сезонов, приняв участие в 269 матчах чемпионата. Большую часть времени, проведённого в составе «Лестер Сити», был основным игроком команды. Назывался «одним из лучших полузащитников Премьер-лиги» в этот период.
2004 года перешёл в клуб «Бирмингем Сити», за который отыграл 2 сезона. Завершил профессиональную карьеру футболиста выступлениями за команду «Бирмингем Сити» в 2006 году.

## Выступления за сборную
В 2000 году дебютировал в официальных матчах в составе главной команды исторической родины своего отца, национальной сборной Турции. В течение карьеры в национальной команде, которая длилась 5 лет, провёл в её форме 12 матчей.
В составе сборной был участником чемпионата Европы 2000 года в Бельгии и Нидерландах, а также чемпионата мира 2002 года в Японии и Южной Корее, на котором команда завоевала бронзовые награды.